# Macaranga thorelii
Macaranga thorelii är en törelväxtart som beskrevs av François Gagnepain. Macaranga thorelii ingår i släktet Macaranga och familjen törelväxter.
Artens utbredningsområde är Kambodja. Inga underarter finns listade i Catalogue of Life.